# Chropov
Chropov este o comună slovacă, aflată în districtul Skalica din regiunea Trnava. Localitatea se află la altitudinea de 248 m deasupra n.m., se întinde pe o suprafață de 17,79 km2 și în 2017 număra 390 de locuitori.

## Istoric
Localitatea Chropov este atestată documentar din 1262.

## Demografie
| An:                | 1994 | 2004   | 2014    | 2024   |
| ------------------ | ---- | ------ | ------- | ------ |
| Număr de persoane: | 354  | 357    | 393     | 369    |
| Diferență:         |      | +0,84% | +10,08% | −6,10% |

| An:                | 2023 | 2024   |
| ------------------ | ---- | ------ |
| Număr de persoane: | 373  | 369    |
| Diferență:         |      | −1,07% |